# Thorium (dánská hudební skupina)
Thorium je dánská metalová hudební skupina založená v roce 1997 ve městě Kodaň zpěvákem Michaelem Hvolgaardem Andersenem (s pseudonymem MHA) a kytaristou Jensem Peterem Storm-Ringströmem. Záměrem bylo hrát old school death metal a v tvorbě kombinovat vlivy floridské (např. Deicide, Morbid Angel, Brutality) a švédské deathmetalové scény (např. Entombed, Dismember, At the Gates).
Nejprve vyšlo dvouskladbové demo a v roce 2000 debutové studiové album Ocean of Blasphemy.

## Diskografie
Dema
- dvouskladbové demo (199?)
- Promo 2005 (2005)

Studiová alba
- Ocean of Blasphemy (2000)
- Unleashing the Demons (2002)
- Feral Creation (2008)
- Blasphemy Awakes (2018)
- Danmark (2022)

Singly
- Cast from Hell (2007)
- Depravity (2018)
- The Reign of Osman (2019)
- War Is Coming (2022)
- My Decay (2022)
- Reign the Abyss (2022)
- Semen of the Devil (2022)

Promo nahrávky
- Checkpoint #4 (2003) – promo CD firmy Diehard Music s celkem 5 skladbami od kapel Gurd, Aurora Borealis, Thorium, Koldborn a 2 Ton Predator